# Отто Паршау
Отто Паршау (нім. Otto Parschau; 11 листопада 1890, Клюцнік, Німецька імперія — 21 липня 1916, Гревілле, Франція) — німецький льотчик-ас, лейтенант Прусської армії. Кавалер ордена Pour le Mérite.

## Біографія
Службу розпочав у 151-му піхотному полку в 1910 році, у 1911-му надано офіцерського звання. Навчившись літати, 4 липня 1913 року отримав сертифікат пілота № 455 і ще до Першої світової війни заслужив кілька авіаційних нагород.
У перші місяці війни Паршау літав у складі 42-го та 261-го льотних дивізіонів. У 1915 році направлений на одномісні літаки Fokker. Певний час командував бомбардувальною ескадрою № 1. Літав на винищувачі Halberstadt D.I.
9 липня 1916 року переведений у 32-гу винищувальну ескадрилью, де здобув свою останню, восьму повітряну перемогу. 21 липня 1916 року тяжко поранений у груди й голову в бою проти кількох літаків над Гревілле і того ж дня помер від ран.

## Нагороди
- Нагрудний знак військового пілота (Пруссія)
- Залізний хрест 2-го і 1-го класу
- Почесний кубок для переможця у повітряному бою
- Нагрудний знак польового пілота (Австро-Угорщина)
- Королівський орден дому Гогенцоллернів, лицарський хрест з мечами (3 липня 1915)
- Pour le Mérite (10 липня 1916)